# Giuliano Palma & the Bluebeaters
Giuliano Palma & the Bluebeaters este o formație de muzlcă pop înființată de Giuliano Palma.   